# Arbetartåget

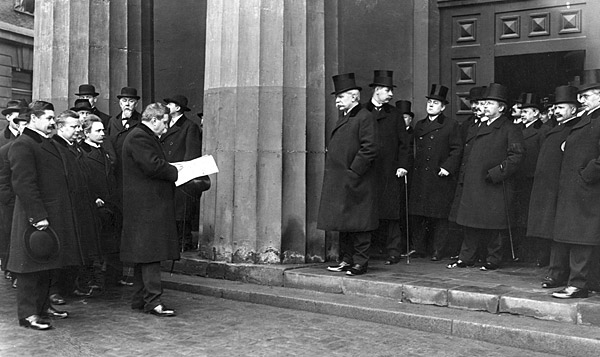
Socialdemokraternas partiledare och talesman Hjalmar Branting, med skrivelsen i hand, läser upp den socialdemokratiska oppositionens lojalitetsförklaring i samband med arbetartåget den 8 februari 1914, två dagar efter bondetåget. Den liberale/frisinnade statsministern Karl Staaff står närmast till höger om pelaren, framför sin ministär utanför Kanslihusets port.

Arbetartåget var ett demonstrationståg som anordnades av socialdemokratiska Stockholms arbetarekommun med ungefär 50 000 deltagare den 8 februari 1914 i Stockholm. Manifestation var ett svar på de kungavänliga konservativas kampanj för mer pengar till armén. Höjdpunkten i denna högerns kampanj var bondetåget som ägde rum två dagar tidigare.
De parlamentariska förespråkarna ansåg att bondetåget var en direkt utmaning mot demokratin. I kung Gustaf V:s tal till bondetåget, det så kallade borggårdstalet, talade han om "min armé", "min flotta" och "militärens oeftergivliga krav".
Bondetåget sågs som en politisk statskupp för att stärka kungamakten. Arbetartåget blev en maktpolitisk demonstration mot herremakt och för demokrati.
Arbetartåget ville i stället för att öka anslag till försvaret arbeta för att lösa den så kallade sociala frågan: bostadsnöd, arbetarskydd, arbetslöshet, hälsovård, fattigvård, kriminalvård och sjukförsäkring.
I demonstrationståget och särskilt på torget mellan kungliga slottet och kanslihuset höjdes många rop på republik. En del av de ropande blev igenkända och åtalades för majestätsbrott. Bland dem var Stockholms borgmästare Carl Lindhagen, som dömdes till 100 kronor i böter. För att vända domen till en demonstration mot monarkin samlades beloppet in i ettöringar över hela landet och överlämnades i denna form.
Demonstrationen hjälpte dock i slutändan inte statsministern Karl Staaff. Kungens tal hade orsakat en allvarlig konstitutionell kris, borggårdskrisen, och två dagar efter arbetartåget, den 10 februari, avgick Staaffs regering. I tidningen Social-Demokraten kallade Socialdemokraternas partiledare Hjalmar Branting det en "rakryggad hållning i prövningens stund", vilket också blev en tämligen allmän uppfattning, även bland stora delar av vänstern i arbetarrörelsen.